# ميك براون (محامي)
ميك براون (بالإنجليزية: Mick Brown)‏ هو قاضي ومحامي نيوزيلندي، ولد في 19 أغسطس 1937 في Far North District ‏ في نيوزيلندا، وتوفي في 3 أبريل 2015.